# Zaphne arctopolita
Zaphne arctopolita är en tvåvingeart som beskrevs av Griffiths 1998. Zaphne arctopolita ingår i släktet Zaphne och familjen blomsterflugor. Inga underarter finns listade i Catalogue of Life.